# Acamptodaphne biconica
Acamptodaphne biconica é uma espécie de gastrópode do gênero Acamptodaphne, pertencente a família Raphitomidae.